# Johann Lasi
Johann Lasi (Kać, 1890 – ...) è stato un aviatore austro-ungarico.
Fu uno Stabsfeldwebel della Kaiserliche und Königliche Luftfahrtruppen dell'Impero austro-ungarico durante la prima guerra mondiale e fu coinvolto nello scontro con cinque aerei nemici durante un singolo attacco aereo al velivolo pilotato dall'aviatore Julius Arigi.

## Biografia e prima guerra mondiale
Nacque nel villaggio di Katy, vicino a Novi Sad nella contea di Bács-Bodrog nel 1890. Dopo aver completato la scuola elementare, studiò le lingue ed era in grado di parlare serbo, croato e tedesco oltre alla sua lingua materna. Entrò nell'esercito nel 1911, dove fu assegnato agli equipaggi della Flik 1 per le sue conoscenze tecniche.
Dopo lo scoppio della guerra mondiale, nel settembre del 1914, fu inviato alla Flik 6 del capitano Wilhelm Dvorak al fronte nei Balcani, nella base dell'aeroporto di Igalo alle Bocche di Cattaro. Nel gennaio del 1916 venne trasferito a sud-est, vicino a Scutari in Albania. All'epoca, sul fronte balcanico di importanza secondaria, a causa della mancanza di personale e di frequenti malattie (malaria e tifo), Lasi doveva anche salire su un aereo con compiti di osservatore.
La mattina del 22 agosto 1916, sei aerei italiani Farman della 34ª Squadriglia attaccarono la base navale di Durazzo. Il comandante della Flik 6, Emil Cioll, impedì il decollo, osservando le disposizioni che gli aerei da ricognizione dovevano decollare solo in presenza di un ufficiale osservatore in aeroporto. Un pilota, il sergente Julius Arigi (che più tardi divenne il secondo asso di maggior successo della monarchia, ma che non aveva ancora vinto in combattimento una sola volta), in violazione delle istruzioni, chiamò Lasi e salì sull'Hansa-Brandenburg C.I. Una volta trovati i bombardieri leggerei italiani, nel corso di un combattimento aereo di mezz'ora, Arigi costrinse a scendere di quota cinque dei sei Farman per mezzo di buone manovre e un accurato coordinamento con Lasi. Nel frattempo, arrivò da Durazzo il Lohner L di Friedrich Lang e del tenente comandante Kohlhausere che costrinse a perdere quota ad altri due Farman. Arigi e Lasi divennero così degli assi dell'aviazione.
Dopo questa impresa Lasi fece domanda per ottenere il brevetto da pilota ed ottenne il documento il 22 maggio 1917. A giugno, venne assegnato come istruttore fino alla fine della guerra.
Dopo la guerra mondiale, insieme alla moglie slovena, divenne cittadino del Regno di Jugoslavia. Non esistono ulteriori dettagli sulla sua vita e nessuna data della sua morte.